# كريستوفر نيو
كريستوفر نيو (بالإنجليزية: Christopher New)‏ (7 أبريل 1942)؛ فيلسوف، كاتب، أستاذ جامعي وروائي بريطاني.